# Simfonia núm. 1 (Langgaard)
La  Simfonia núm. 1 Klippepastoraler (Pastorals del penya-segat), BVN. 32, va ser composta per Rued Langgaard quan només tenia 17 anys. Tot i que els contemporanis de Langgaard inicialment la consideraven intocable per la seva dificultat i gran escala, l'estrena de l'obra l'any 1913, a càrrec de la Filharmònica de Berlín sota la batuta del director d'orquestra alemany Max Fiedler, va ser ben rebuda.

## Anàlisi
La Simfonia núm. 1 de Langgaard és compositivament i estructuralment semblant a les obres de Richard Wagner, Piotr Ilitx Txaikovski, Anton Bruckner i Richard Strauss a causa de la seva rica orquestració, melodies exuberants i una llargada considerable. Tal com indiquen els títols dels cinc moviments i el subtítol de la simfonia, la Simfonia núm. 1 descriu un viatge des del peu fins al cim d'una muntanya. Una actuació típica dura aproximadament 60 minuts.

## Moviments
I. Brændinger og Solglimt (Onades i raigs de sol)
II. Fjeldblomster (Flors de muntanya)
III. Sagn (Llegenda)
IV. Opad Fjeldet (Ascensió a la muntanya)
V. Livsmod (Coratge)

## Instrumentació
La Simfonia núm. 1 "Klippepastoraler" està escrita per a una gran orquestra formada per 3 flautes (1 doblant flautí), 3 oboès (1 doblant corn anglès), 3 clarinets, 3 fagots, 8 trompes (4 doblant tubes Wagner), 3 trompetes, 3 trombons, trombó baix, tuba, 7 timbals (2 intèrprets), plats, triangle, tam-tam, bombo, 2 arpes i cordes. A més, en el 5è moviment s'utilitza un cor de metalls (3 trompetes, 2 trombons, trombó baix i tuba).

## Representacions
La simfonia es representa rarament, però ha estat promoguda pel director finlandès Sakari Oramo, que va donar a aquesta obra la seva primera actuació a la Filharmònica de Berlín des de l'estrena de 1913 el 18 de juny de 2022. A principis d'aquell any, el 8 d'abril de 2022, Oramo va dirigir el treball amb l'Orquestra Simfònica de la BBC. L'obra també ha estat interpretada pel director Jahbom Koo i l'Orquestra Simfònica de Corea.

## Enregistraments notables
- Thomas Dausgaard i l'⁣Orquestra Simfònica Nacional Danesa[6]
- Sakari Oramo i l'⁣Orquestra Filharmònica de Berlín